# جولیا اوتا
جولیا اوتا (انگلیسی: Julia Ota; ۱ ژانویهٔ ۱۵۹۲ – ۱ ژانویهٔ ۱۶۵۲) یک زن مسیحی (مسیحیت در کره) در قرن هفدهم در ژاپن بود که به ندیمه توکوگاوا ایه‌یاسو تبدیل شد اما بعدها به دلیل مسیحی بودنش تبعید شد.